# Gudeliszki (sielsowiet Łyntupy)
Gudeliszki (biał. Гудэлішкі; ros. Гуделишки) – dawna wieś. Tereny, na których był położony, leżą obecnie na Białorusi, w obwodzie witebskim, w rejonie postawskim, w sielsowiecie Łyntupy.

## Historia
W czasach zaborów wieś w gminie Święciany, w powiecie święciańskim Imperium Rosyjskiego. W 1905 roku liczyła 96 mieszkańców, 151 dziesięcin.
W dwudziestoleciu międzywojennym wieś leżała w Polsce, w województwie wileńskim, w powiecie święciańskim, w gminie Łyntupy.
W 1931 w 16 domach zamieszkiwało 101 osób.
Miejscowość należała do parafii rzymskokatolickiej w Łyntupach. Podlegała pod Sąd Grodzki w Łyntupach i Okręgowy w Wilnie; właściwy urząd pocztowy mieścił się w Łyntupach.